# لیونل شریور
لیونل شریور (انگلیسی: Lionel Shriver؛ زادهٔ ۱۸ مهٔ ۱۹۵۷) یک روزنامه‌نگار، پدیدآور، و رمان‌نویس اهل ایالات متحده آمریکا است. برجسته‌ترین اثر شریور کتاب باید در مورد کوین صحبت کنیم است که در سال ۲۰۰۵ میلادی برنده جایزه ادبیات داستانی زنان شد. شریور دانش‌آموخته برنارد کالج واقع در منهتن نیویورک است که این کالج وابسته به دانشگاه کلمبیا می‌باشد. او که اکنون ساکن لندن است، پیش‌تر در شهرهای نایروبی، بانکوک و بلفاست اقامت داشته بود.

## آثار
- ۱۹۸۶: جنس مؤنث
- ۱۹۹۰: خون‌ریزی قلب
- ۱۹۹۲: مجرمان نجیب معمولی
- ۱۹۹۴: کنترل بازی
- ۱۹۹۶: یک خانواده خوب بی‌نقص
- ۱۹۹۷: شکست دوباره
- ۲۰۰۳: باید در مورد کوین صحبت کنیم (برنده جایزه ادبیات داستانی زنان، ۲۰۰۵)
- ۲۰۰۷: پس از آغاز جهان
- ۲۰۱۲: جمهوری جدید
- ۲۰۱۳: برادر بزرگ:یک رمان
- ۲۰۱۶: آرواره‌ها